# بيل بينبريج
بيل بينبريج (بالإنجليزية: Bill Bainbridge)‏ (9 مارس 1922 في المملكة المتحدة - ) هو لاعب كرة قدم بريطاني في مركز الهجوم. لعب مع مانشستر يونايتد ونادي بوري ونادي ترانمير روفرز لكرة القدم.

## وصلات خارجية
1. ↑   http://barryhugmansfootballers.com/player/763. {{استشهاد ويب}}: |url= بحاجة لعنوان (مساعدة) والوسيط |title= غير موجود أو فارغ (من ويكي بيانات) (مساعدة)